# حزب المؤتمر الوطني الاتحادي
حزب المؤتمر الوطني الاتحادي (بالفرنسية: Congrès national Ittihadi)‏ يعرف اختصارًا بـ (CNI)هو حزب سياسي مغربي يساري. نشأ عام 2001 من انشقاق عن حزب الاتحاد الاشتراكي للقوات الشعبية (بالفرنسية: Union socialiste des forces populaires)‏ (USFP). الحزب جزء من اتحاد فدرالية اليسار الديمقراطي.
رمز الحزب هو السفينة.

## التاريخ
تأسّسَ الحزب في تشرين الأول/أكتوبر 2001 على يدِ عبد المجيد بوزوبع، الذي تركه في عام 2006 لإنشاء الحزب الاشتراكي. شارك الحزب في انتخابات 27 أيلول/سبتمبر 2002 حيث فاز بمقعد واحد من أصل 325 مقعدًا. شكّلَ الحزب في عام 2004 تحالفا معَ الحزب الاشتراكي الموحد والنهج الديمقراطي. شاركَ الحزب مُجددا في الانتخابات البرلمانية التي عُعدت في 7 أيلول/سبتمبر 2007 حيث فازَ بست مقاعد فقط. شاركَ في الانتخابات التشريعية لعام 2011، ولكنه لم يحصل على أي مقعد.
أعيد انتخاب عبد السلام لعزيز أمينًا عامًا للحزب في ديسمبر 2012 أثناء انعقاد المؤتمر الوطني للحزب في الدار البيضاء.